# Förstakammarvalet i Sverige 1953
Förstakammarvalet i Sverige 1953 var ett val i Sverige till Sveriges riksdags första kammare. Valet hölls i den första valkretsgruppen i september månad 1953 för mandatperioden 1954-1961.
Två valkretsar utgjorde den första valkretsgruppen: Stockholms stads valkrets och Älvsborgs läns valkrets. Ledamöterna utsågs av valmän från de landsting som valkretsarna motsvarade. För de städer som inte ingick i landsting var valmännen stadsfullmäktige. 
Ordinarie val till den första valkretsgruppen hade senast ägt rum 1945.

## Valmän
| Landsting/ stadsfullmäktige | H    | LB  | F    | S    | SKP | Totalt |
| --------------------------- | ---- | --- | ---- | ---- | --- | ------ |
| Landsting/ stadsfullmäktige |      |     |      |      |     | Totalt |
| Stockholm                   | 17   | 0   | 35   | 43   | 5   | 100    |
| Älvsborg                    | 12   | 15  | 17   | 33   | 0   | 77     |
| Totalt                      | 29   | 15  | 52   | 76   | 5   | 177    |
| %                           | 16,4 | 8,5 | 29,4 | 42,9 | 2,8 | 100,0  |

## Mandatfördelning
Den nya mandatfördelningen som gällde vid riksdagen 1954 innebar att Socialdemokraterna behöll egen majoritet. 
| Parti  | Parti                            | FK 1953 | 1:a valkretsgruppen | 1:a valkretsgruppen | 1:a valkretsgruppen | FK 1954 |
| Parti  | Parti                            | FK 1953 | Innan               | Efter               | Ändring             | FK 1954 |
| ------ | -------------------------------- | ------- | ------------------- | ------------------- | ------------------- | ------- |
|        | Socialdemokraterna               | 79      | 11                  | 10                  | ▬                   | 79      |
|        | Folkpartiet                      | 22      | 3                   | 8                   | ▲5                  | 27      |
|        | Landsbygdspartiet Bondeförbundet | 25      | 2                   | 2                   | ▬                   | 25      |
|        | Högerpartiet                     | 20      | 6                   | 3                   | ▼4                  | 16      |
|        | Sveriges kommunistiska parti     | 4       | 1                   | 0                   | ▼1                  | 3       |
| Totalt | Totalt                           | 150     | 23                  | 23                  | ▬                   | 150     |

## Invalda riksdagsledamöter
Stockholms stads valkrets: 
- Ebon Andersson, h
- Knut Ewerlöf, h
- Nils Aastrup, fp
- John Bergvall, fp
- Erik Englund, fp
- Birger Lundström, fp
- David Ollén, fp
- Ingrid Gärde Widemar, fp
- Carl Albert Anderson, s
- Georg Branting, s
- Gösta Elfving, s
- Ulla Lindström, s
- Bertil Mogård, s
- Axel Strand, s
- Valter Åman, s

Älvsborgs läns valkrets:
- Tage Magnusson, h
- Otto Niklasson, bf
- Bror Nilsson, bf
- Anders Johansson, fp
- Johan Kronstrand, fp
- Fritiof Boo, s
- Knut Hesselbom, s
- Gunnar Sträng, s